# ورقة 20 دولار نيوزيلندي
ورقة 20 دولار نيوزيلندي هي ورقة نقدية نيوزيلندية. أصدرها بنك نيوزيلندا الاحتياطي أول مرة في 10 يوليو 1967 عندما غيرت نيوزيلندا عملتها من الجنيه النيوزيلندي إلى الدولار النيوزيلندي. الورقة مصنوع من البوليمر منذ عام 1999. على وجه الورقة الملكة إليزابيث الثانية وذلك منذ أول تصميم لها.

## التصميم

إليزابيث الثانية، ملكة نيوزيلندا، بقصر باكنغهام. وهي ترتدي: بروش السرخس الماسي الذي أهدته لها نساء أوكلاند عام 1953،

أصدرت سبع سلاسل مختلفة من الأوراق النقدية النيوزيلندية ،طرحت ورقة عشرين دولارًا في السلسلة الثالثة من الأوراق النقدية.

### السلسلة الثالثة (1967–1981)
أصدرت ورقة 20 دولار الأولى في السلسلة الثالثة في 10 يوليو 1967 التي كانت أول إصدار للدولار النيوزيلنددي. الورقة كانت قطنية. اختار التصميم لجنة في عام 1964 ضمت ألكسندر ماكلينتوك وستيوارت بيل ماكلينان والبروفيسور جون سيمبسون، عميد كلية الفنون الجميلة في جامعة كانتبري.
جميع أوراق هذه السلسلة كان على وجهها صورة الملكة إليزابيث الثانية في المقدمة وكانت العلامة المائية صورة جيمس كوك. وعلى الظهر أيضًا طائر نيوزيلندي ونبات مرتبط بهذا الطائر. كان على ظهر ورقة العشرين الدولار حمام نيوزيلندي وشجرة ميرو.

### السلسلة الرابعة (1982–1991)
غير البنك الاحتياطي طابعته في أواخر عام 1981 مما أدى إلأى تصنيع لوحات طباعة جديدة. كانت التغييرات الوحيدة في هذه السلسلة هي تغييرات طفيفة في الرسم وتحديث لصورة إليزابيث الثانية.

### السلسلة الخامسة (1992–1999)
أعيد تصميم الأوراق النقدية النيوزيلندية بالكامل في التسعينيات لتقديم لإضفاء طابع نيوزيلندي فريد عليها. ظل يظهر على وجه ورقة العشرين دولارًا صورة الملكة إليزابيث الثانية وهي صورتها الرسمية التي التقطت في عام 1986، خلاف الأوراق النقدية النيوزيلندية الأخرى التي تظهر الآن شخصيات نيوزيلندية بارزة. ظهرت مباني البرلمان النيوزيلندي بجوار الملكة. على الظهر الورقة جبال الألب النيوزلندية وصقر نيوزيلندا وزهرة مارلبورو الصخرية والتوسوك الأحمر المزهر، وجبل تابواينوكو أعلى قمة في الجزيرة الجنوبية. وتصميم tukutuku الماوري المأخوذ من بيت اجتماعات تي-هاو-كي-تورانغا في متحف تي بابا.

### السلسلة السادسة (1999–2016)
غيرت نيوزيلندا في عام 1999 مادة أوراقها النقدية من الورق إلى البوليمر. أدى هذا التغيير إلى زيادة عمر الأوراق النقدية وإضافة ميزات أمان جديدة ومحسنة لمنع تزيف العملة. بقي تصميم السلسلة السابقة كما هو مع تعديلات طفيفة لميزات الأمان الجديدة.

### السلسلة السابعة (2016–الآن)
أصدرت ورقة 20 دولار جديدة في مايو 2016 في السلسلة 7 مع ورقتي 50 و100 دولار (التي وصفها البنك الاحتياطي بسلسلة المال الأكثر إشراقًا).
أصدرت السلسلة الجديدة لإضافة المزيد من ميزات الأمان إلى الأوراق النقدية النيوزيلندية. أظهرت دراسات البنك الاحتياطي الاستقصائية أن الجمهور النيوزيلندي كان راضيًا بشكل عام عن تصميم السلسلة الخامسة لذا لم تجرى إلا تعديلات قليلة جدا وطفيفة. فتحت درجة لون الورقة ووضعت الترجمة اللغة الماورية للبنك الاحتياطي (Te Putea Matua) وNew Zealand, Aotearoa على الظهر.

### المستقبل
بعد وفاة الملكة إليزابيث الثانية في سبتمبر 2022 صرح البنك الاحتياطي إنه أسيستخدم مخزونه الحالي من أوراق 20 دولار قبل أن يطرح ورقة 20 دولار جديدة عليها صورة تشارلز الثالث، واستنادًا إلى مستويات المخزون الحالية فمن المرجح أن يستغرق ذلك عدة سنوات.

## الاستخدام
ورقة 20 دولار هي الورقة النقدية الأكثر شيوعًا في التداول في نيوزيلندا.تم تداول ما يقدر بـ 62.9 مليون ورقة 20 دولار في مارس 2020 أي ما قيمته 1.26 مليار دولار تقريبًا.

## روابط خارجية
New Zealand banknote life cycle